# Халфин, Леонтий Леонтьевич
Леонтий Леонтьевич Ха́лфин (5 [18] декабря 1902, Пуштулим — 9 августа 1977, Новосибирск) — советский учёный-геолог и палеонтолог, доктор геолого-минералогических наук, заслуженный деятель науки и техники РСФСР.
Брат писательницы Марии Халфиной.

## Биография
Родился в деревне Пуштулим Уксунайской волости Кузнецкого уезда Томской губернии (ныне Ельцовского района Алтайского края), в семье торговца Леонтия Борисовича Халфина (?—1930), которому в Пуштулиме принадлежали дом и маслоделательный завод. Мать, Анфия Николаевна Халфина (?—1940), до замужества работала акушеркой. В 1920—1923 годах работал в отделе народного образования в Бийске: библиотекарь, инструктор политпросвета, учитель.
В 1923—1929 годах учился в Томском политехническом институте по специальности «инженер-геолог». Оставлен на кафедре в качестве ассистента.
Кандидат (1937) и доктор (1942) геолого-минералогических наук. Доцент (1934), профессор (1942), заведующий кафедрой исторической геологии и палеонтологии (1949—1963). 
В годы Великой Отечественной войны профессор Халфин работал по совместительству на кафедре географии Томского педагогического института.
С 1963 руководитель сектора микрофауны Сибирского НИИ геологии, геофизики и минерального сырья Госгеолкома СССР (Новосибирск).
Автор научных исследований в области палеонтологии и стратиграфии палеозоя и мезозоя регионов Сибири.

## Признание
- заслуженный деятель науки и техники РСФСР (1959).
- два ордена Трудового Красного Знамени
- орден «Знак Почёта»
- медаль «За доблестный труд в Великой Отечественной войне 1941—1945 гг.»